# Odomez
Odomez ist eine französische Gemeinde mit 936 Einwohnern (Stand: 1. Januar 2022) im Département Nord in der Region Hauts-de-France. Odomez gehört zum Arrondissement Valenciennes und zum Kanton Marly (bis 2015: Kanton Condé-sur-l’Escaut).

## Geografie
Odomez liegt im Regionalen Naturpark Scarpe-Schelde (französisch: Parc naturel régional Scarpe-Escaut) an der kanalisierten Schelde, zwölf Kilometer nördlich von Valenciennes und nahe der Grenze zu Belgien. Odomez wird umgeben von den Nachbargemeinden Hergnies im Nordwesten und Norden, Vieux-Condé im Nordosten und Osten, Fresnes-sur-Escaut im Osten und Südosten, Escautpont im Südosten und Süden sowie Bruille-Saint-Amand im Westen und Nordwesten.

## Bevölkerungsentwicklung
| Jahr                       | 1962 | 1968 | 1975 | 1982 | 1990 | 1999 | 2010 | 2020 |
| Einwohner                  | 977  | 796  | 874  | 1014 | 1005 | 915  | 898  | 918  |
| Quellen: Cassini und INSEE |      |      |      |      |      |      |      |      |

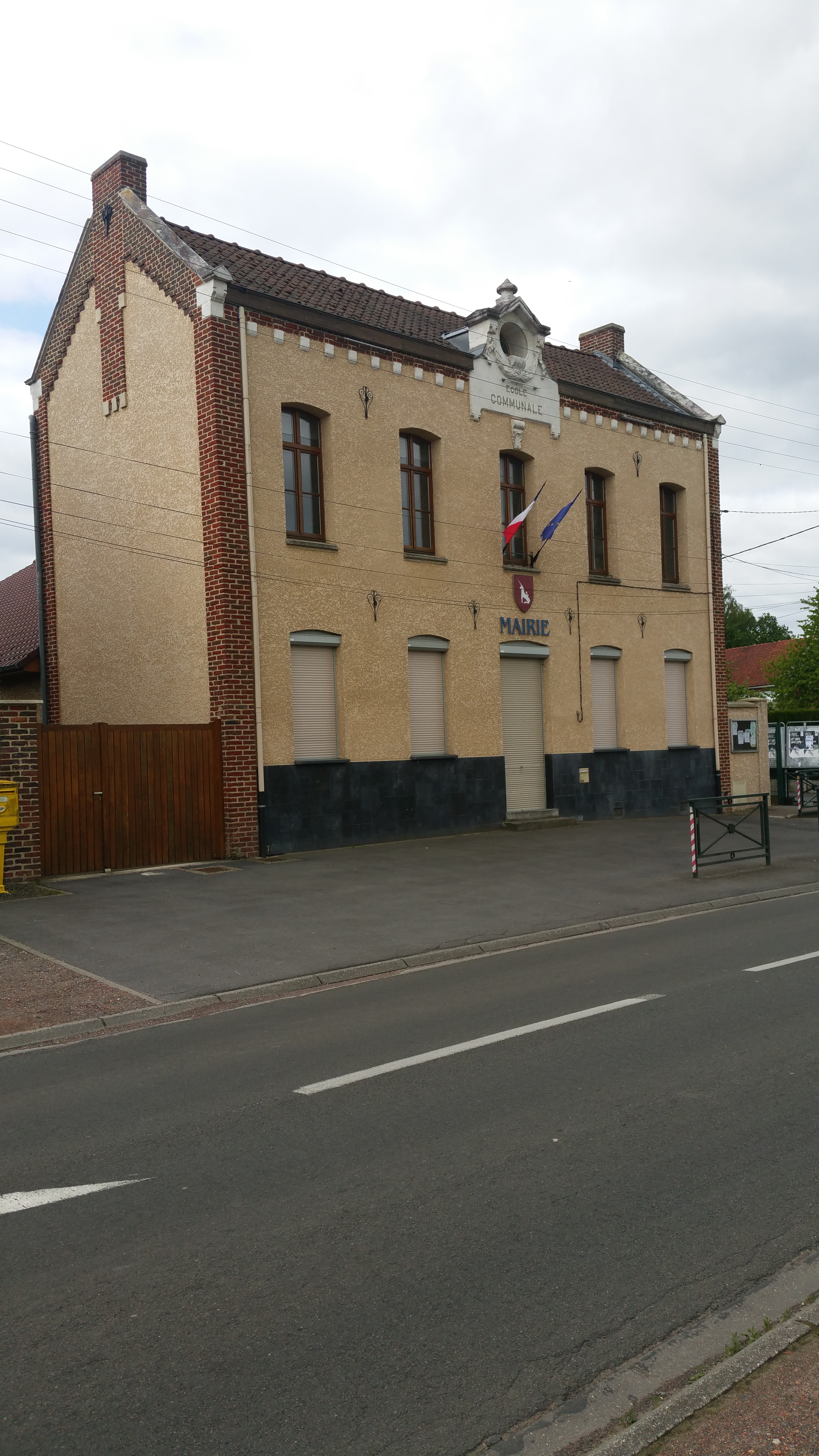
Mairie (Rathaus)
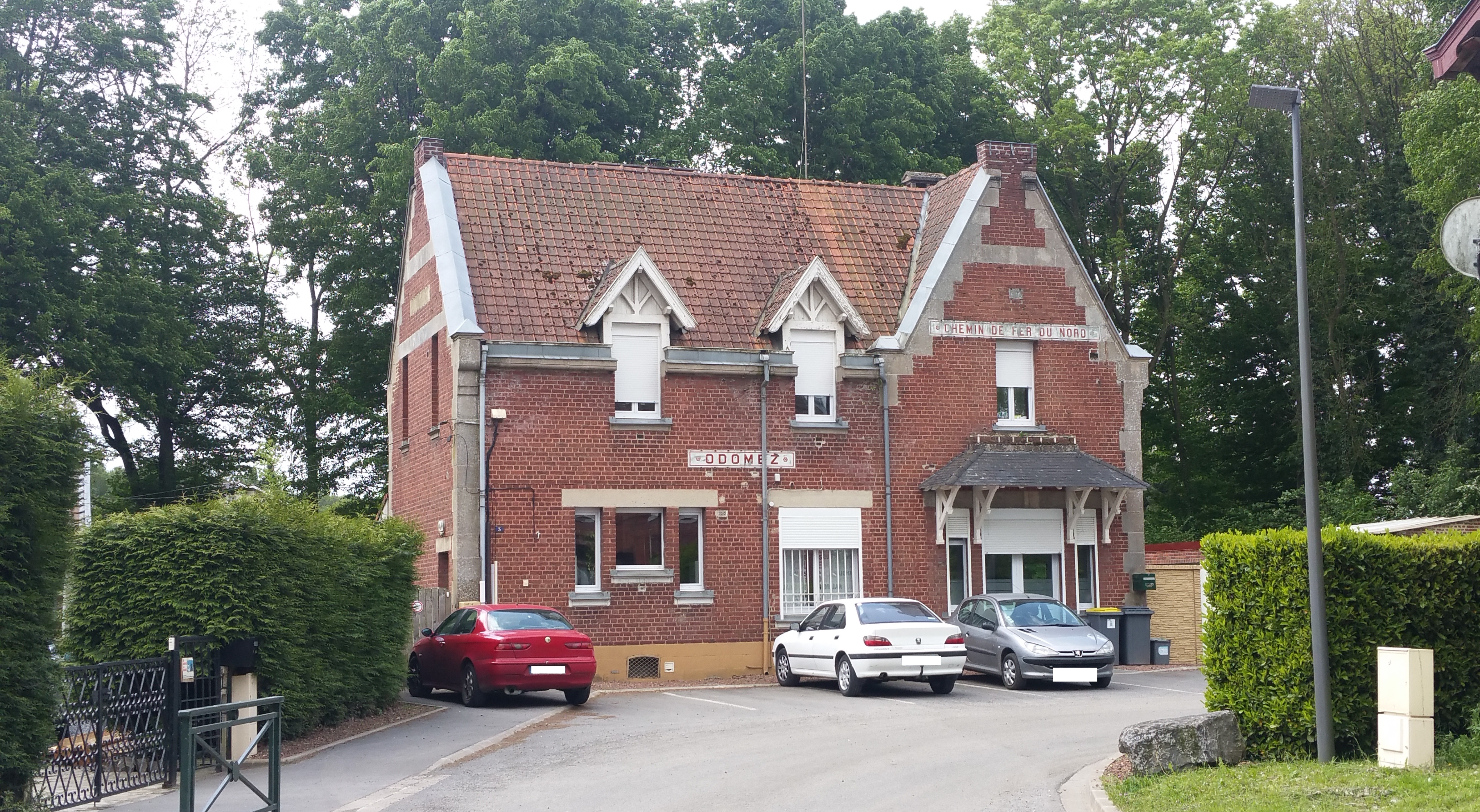
Ehemaliger Bahnhof